# Región de Alto Tacutu-Alto Esequibo
Alto Tacutu-Alto Esequibo (en inglés Upper Takutu-Upper Essequibo) o la novena región de Guyana es una de las divisiones administrativas de este país, debe su nombre a los ríos Tacutu y Esequibo. Posee 57.750 km² de extensión, lo que la convierte en la región de mayor superficie del país, y limita con la región de Potaro-Siparuní al norte, la región de Berbice Oriental-Corentyne al este y el Brasil al sur y al oeste. En ella se ubican las ciudades de Lethem, Isherton, Buena Esperanza y Surama. La sabana de Rupununi está situada entre el río Rupununi y la frontera brasileña. Una gran porción del territorio de Alto Tacutu-Alto Esequibo está incluido dentro de la zona en reclamación de la Guayana Esequiba y es reclamado por Venezuela como parte del estado homónimo.

## Separatismo
El 2 de enero de 1969 se produjo un movimiento separatista en el sur de la Guayana Esequiba conocido como la rebelión de Rupununi, en la actual región de Alto Tacutu-Alto Esequibo, contenido tres días después por el ejército de Guyana, que pretendió crear un Comité Provisional del Gobierno de Rupununi.[cita requerida]
Los rebeldes, en su mayoría habitantes amerindios del área, solicitaron ayuda de Venezuela invocando su "nacionalidad venezolana" pero el gobierno de Venezuela presidido por Rafael Caldera se abstuvo de apoyar el movimiento.[cita requerida]
Sin embargo, el gobierno guyanés acusó al venezolano de alentar el movimiento separatista.[cita requerida]

### Disputa territorial
Esta región es disputada por Venezuela dentro de la zona de reclamación bajo la denominación de Guayana Esequiba.

## Población
Según censo 2002 tenía una población de 13.987 habitantes, estimándose al año 2010 una población de 23.516 habitantes.
- 1980: 12.873
- 1991: 15.057
- 2002: 19.387

## Subdivisión territorial
Comprende un consejo vecinal democrático (en inglés: Neighbourhood Democratic Council - NDC) y siete áreas no clasificadas.
| Tipo de subdivisión         | Nombre                                    | Código estadístico | Localidad sede |
| --------------------------- | ----------------------------------------- | ------------------ | -------------- |
| Consejo vecinal democrático | Ireng/Sawariwau (incluyendo St. Ignatius) | 901                | -              |
| Área no clasificada         | Yarong Paru-Good Hope                     | 902                | -              |
| Área no clasificada         | Toka-Jakaretinga                          | 903                | -              |
| Área no clasificada         | Yakarinta-Wowetta, Surama                 | 904                | -              |
| Área no clasificada         | Sand Creek-Dadanawa, Catunarib, Sawariwau | 905                | -              |
| Área no clasificada         | Marudi                                    | 906                | -              |
| Área no clasificada         | Aishalton-Karaudanawa, Achiwib            | 907                | -              |
| Área no clasificada         | Resto de la región 9 (*1)                 | 908                | -              |

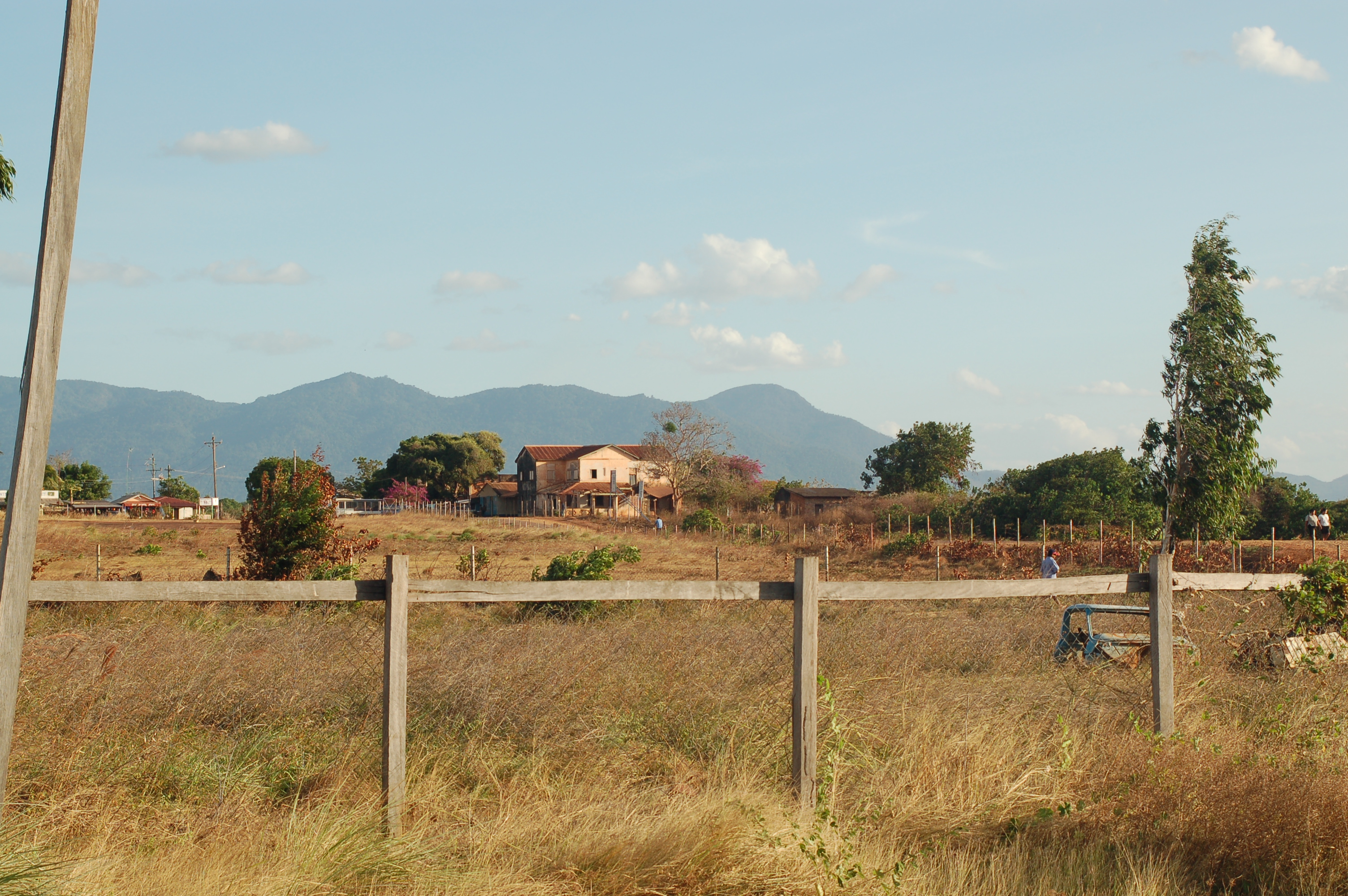
Vista de la localidad de Lethem, en la región de Alto Takutu-Alto Esequibo.

(*1) El sector ubicado al este del río Esequibo es la única parte de la región que no está sujeta a reclamación de Venezuela.

## Otras localidades
- Apoteri
- Kanashen